# SN 2009do
SN 2009do – supernowa typu Ia odkryta 22 kwietnia 2009 roku w galaktyce PGC 41909. W momencie odkrycia miała maksymalną jasność 16,30m.